# Chalciporus
Chalciporus è un genere di funghi di taglia piccola appartenenti alla famiglia delle Boletaceae, provvisti di  pori e tubuli di solito rosso cannella o rosastro, grandi e angolosi.
Sono caratterizzati dal sapore amaro o piccante della carne, che li rende non commestibili.
Il Chalciporus piperatus è però commestibile, ma talmente piccante da poter essere usato unicamente nel misto come condimento.
La specie tipo è Chalciporus piperatus.

## Specie diChalciporus
Elenco delle specie di Chalciporus più conosciute:
- Chalciporus corallinus Pegler, 1983[1]
- Chalciporus ovalisporus (Cleland) Grgur., 1997[2]
- Chalciporus piperatus (Bull.) Bataille, 1908[3]
- Chalciporus piperolamellatus L.D. Gómez, 1997[4]
- Chalciporus rubinus (W.G. Sm.) Singer, 1973[5]
- Chalciporus virescens (Heinem.) Klofac & Krisai, 2006[6]
- Chalciporus xanthocystis G. Moreno, 1980[7]